# 羅良鑑 (光緒進士)
羅良鑑，清朝政治人物。
舉人出身；光绪二十九年（1903年），登癸卯科经济特科二甲进士，授丹阳县知县，后罷免歸鄉。